# Vincent Alfred Baron
Vincent Alfred Baron, auch Vincent Alfred Acarie, genannt Baron (* 11. Juni 1820 in Meximieux, Département Ain; † 6. Mai 1892 in Paris) war ein französischer Schauspieler, Maler, Bildhauer und Medailleur.

## Leben
Baron kam 1835 mit seinem Vater Jacques Reyne Isidore Acarie-Baron (um 1780/1798–1874), einem Illustrator und Maler von Panoramen, und seiner Schwester nach Paris, wo er sich zunächst der Malerei, dem Zeichnen und der Bildhauerei widmete und   das École de dessin besuchte und ab 1837 die Kurse von Jules Ramey (1796–1852) und das Atelier von Georges Jacquot (1794–1874) an der École des beaux-arts.
Seine Sehnsucht nach der Theaterschauspielerei führte dazu, dass er sich 1840 als Student am Conservatoire de Paris einschrieb, wo er 1841 im Théâtre National de l’Odéon debütierte und anschließend auf unterschiedlichen Bühnen der Pariser Theater, wie dem Théâtre de l’Ambigu-Comique (1845) oder dem Théâtre de la Gaîté-Montparnasse (1847) auftrat.
Nach einer dreijährigen Pause, in der er als Bildhauer tätig war, trat er 1852 in das Théâtre de la Porte Saint-Martin ein, das von seinem Schwager geleitet wurde, und wurde 1853 dort technischer Direktor. Baron stellte von 1849 bis 1861 im Salon de Paris Porträts in Medaillonform aus, darunter die Schauspielerin Rachel, der Schauspieler Jean-Gaspard Deburau. Als Schauspieler tat er sich durch seine große Meisterschaft in der Maske hervor.

## Familie
Barons jüngere Schwester Delphine Baron (* 1828) im Lyon, wurde ebenfalls Schauspielerin. Auch sie hatte zunächst das Zeichnen erlernt und trat 1843 ins Pariser Konservatorium ein. Sie debütierte 1844 im Odéon und heiratete noch im selben Jahr den dramatischen Schriftsteller und Theaterregisseur Marc Jean Louis Fournier (1818–1879). Sie wurde 1846 in das Ensemble des Théâtre de la Porte Saint-Martin aufgenommen, wechselte zum Théâtre de la Gaîté-Montparnasse und 1851 wieder an das Porte-Saint-Martin, wo ihr Mann Theaterdirektor war. 1856 gab sie ein Gastspiel in Brüssel, zog sich nach ihrer Rückkehr vom Theater zurück und gründete eine Kostümzeitschrift, für die sie zahlreiche Kostüme für Theaterstücke entwarf und zeichnete. Sie war zudem als Holzschneiderin tätig.

## Werke (Auswahl)
Porträtmedaillons

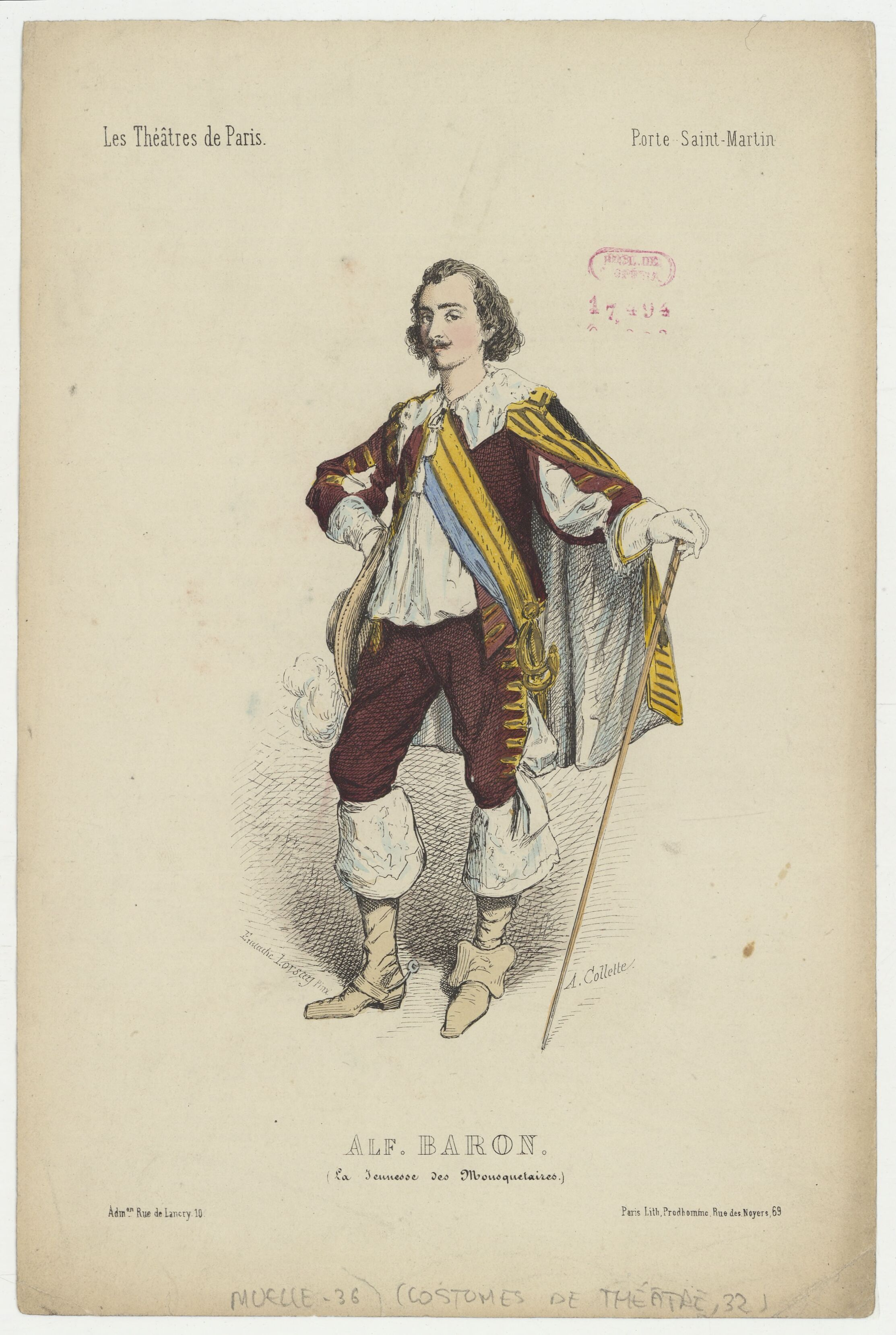
Alfred Baron in La Jeunesse des Mousquetaires

- 1848 oder 1849: Clarisse Robert; Edmond Auduit; Adolphe d’Houdetot und seine Kinder
- 1857: Monsieur Carabus; Monsieur Lireux; Mademoiselle de Vienne
- 1859: Doktor Charles Caron du Villards; Louis Vézu
- 1861: Monsieur L. Craven; Général comte de Bourtoulin

Als Darsteller
- „Couriol“ im Courrier de Lyon
- „Ascanio“ in Benvenuto Cellini
- „Aramis“ und „Buckingham“ (Doppelrolle) in La Jeunesse des Mousquetaires
- Sieben Personen in le Paris von Paul Meurice